# Lu-Tze
Lu-Tze je fiktivní postava z fantasy série knih o Zeměploše anglického spisovatele Terryho Pratchetta. Inspirací pro jeho jméno byl taoistický filosof Lao-c'.
Lu-Tze, známý též jako Metař, je starším mnichem historie z kláštera Oi Dong. Mniši historie mají za úkol střežit historii Zeměplochy, on sám ovšem někdy neváhá do toku času zasáhnout, protože zná lepší alternativu. Z autorit uznává jedině opata, jenž ví, že jediný způsob jak Lu-Tzeho donutit i k těm nejnáročnějším ukolům je mu to důrazně zakázat. Lu-Tze je malý, holohlavý, obvykle oblečen do špinavého roucha a polorozpadlých sandálů, a často kouří páchnoucí cigarety vlastní výroby. Většinou se na klíčovém místě potuluje s koštětem v ruce a využívá faktu, že metařů si nikdo nevšímá. O jeho životě a činech kolují legendy. Pokud k tomu není opravdu donucen, vyhýbá se použití bojových umění, většinou za pomoci Pravidla Jedna: „Nikdy nejednej neopatrně, když stojíš tváří v tvář malému, holohlavému, vrásčitému staříkovi, který se usmívá.“ Je však dosti pravděpodobné, že toto pravidlo vzniklo právě díky Lu-Tzemu, když se dostal do situace, kdy neměl jinou možnost.
Jeho koníčkem je pěstování bonsajových hor (včetně sopek a ledovců).